# Aek Kanopan Timur
Aek Kanopan Timur is een bestuurslaag in het regentschap Labuhan Batu Utara van de provincie Noord-Sumatra, Indonesië. Aek Kanopan Timur telt 6764 inwoners (volkstelling 2010).